# José Patiño (grabador)

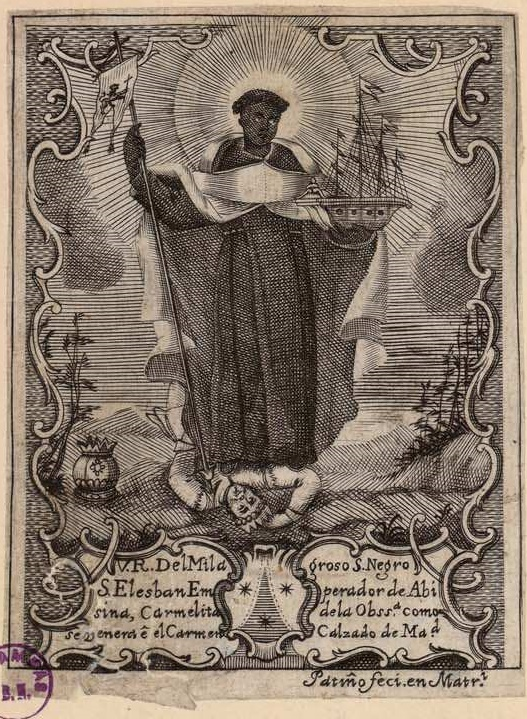
San Elesban, aguafuerte y buril. Inscripción: "V. R. Del Mila / groso S. Negro / S. Elesban Em / perador de Abi / sinia, Carmelita / de la Obss.ª como / se venera ê el Carmen / Calzado de Ma.d". Biblioteca Nacional de España

José Patiño (f., 1753-1781) fue un grabador calcográfico activo en Madrid.
De José Patiño se conocen estampas sueltas de devoción, habitualmente por dibujo propio y en particular de las conocidas como verdaderos retratos: estampas de reproducción de imágenes piadosas o de retablos completos como se veneran en los templos de sus devociones, entre ellas la que reproduce el retablo de Nuestra Señora de los Santos en su capilla de Móstoles, fechada en Madrid en 1753, la estampa de San Elesban, carmelita de la observancia y emperador de Abisinia como se encontraba en la iglesia del Carmen Calzado de Madrid, la de santa Rosalía de Palermo como se veneraba en la casa de Noviciado de padres agonizantes de la calle de Atocha, también de Madrid, estampa fechada en 1762, la de Nuestra Señora del Rosario venerada en la iglesia parroquial de Santiago de Santa Cruz de la Zarza (Toledo), 1762, la de Nuestra Señora de Gracia del desaparecido convento de padres agustinos de Casarrubios del Monte (1760) o la de Nuestra Señora de Guadalupe según se encontraba en la iglesia parroquial de la localidad madrileña de Pozuelo de Alarcón, fechada en 1766.
Además, ilustró con estampas ingenuas y algo toscas la obra de Domingo María Ripoll, Altos juicios de Dios manifestados en el prodigioso caso que sucedió en esta Corte con un Homicida, que degolló á un Eclesiástico, á quien servía, en la calle de la Cruz, y casa que llaman de la Cabeza, al qual se le transformó, por Disposición Divina, en la del Sacerdote, una de carnero, que compró en el Rastro, editada en Madrid en 1767, asunto legendario que ha dado nombre en el callejero madrileño a la calle de la Cabeza en el barrio de Lavapiés. También y del mismo tenor los Viages de Enrique Wanton a las Tierras incógnitas Australes y al país de las monas: en donde se expresan las costumbres, carácter y ciencia y policía de estos extraordinarios habitantes, novela filosófica de Zaccaria Seriman en la traducción castellana de Joaquín de Guzmán y Manrique, impresa en Alcalá de Henares por María García de Briones, 1769, y los tomos sucesivos, con nuevas ilustraciones, en Madrid, por Pantaleón Aznar, 1771, y por Antonio de Sancha, 1778.